# Troides selayarensis
Troides selayarensis is een vlinder uit de familie van de pages (Papilionidae). De wetenschappelijke naam van de soort is voor het eerst geldig gepubliceerd in 1981 door Kobayashi & Koiwaya als naam voor de hybride tussen Troides haliphron pisto × Troides oblongomaculatus thestius.